# NGC 281

NGC 281

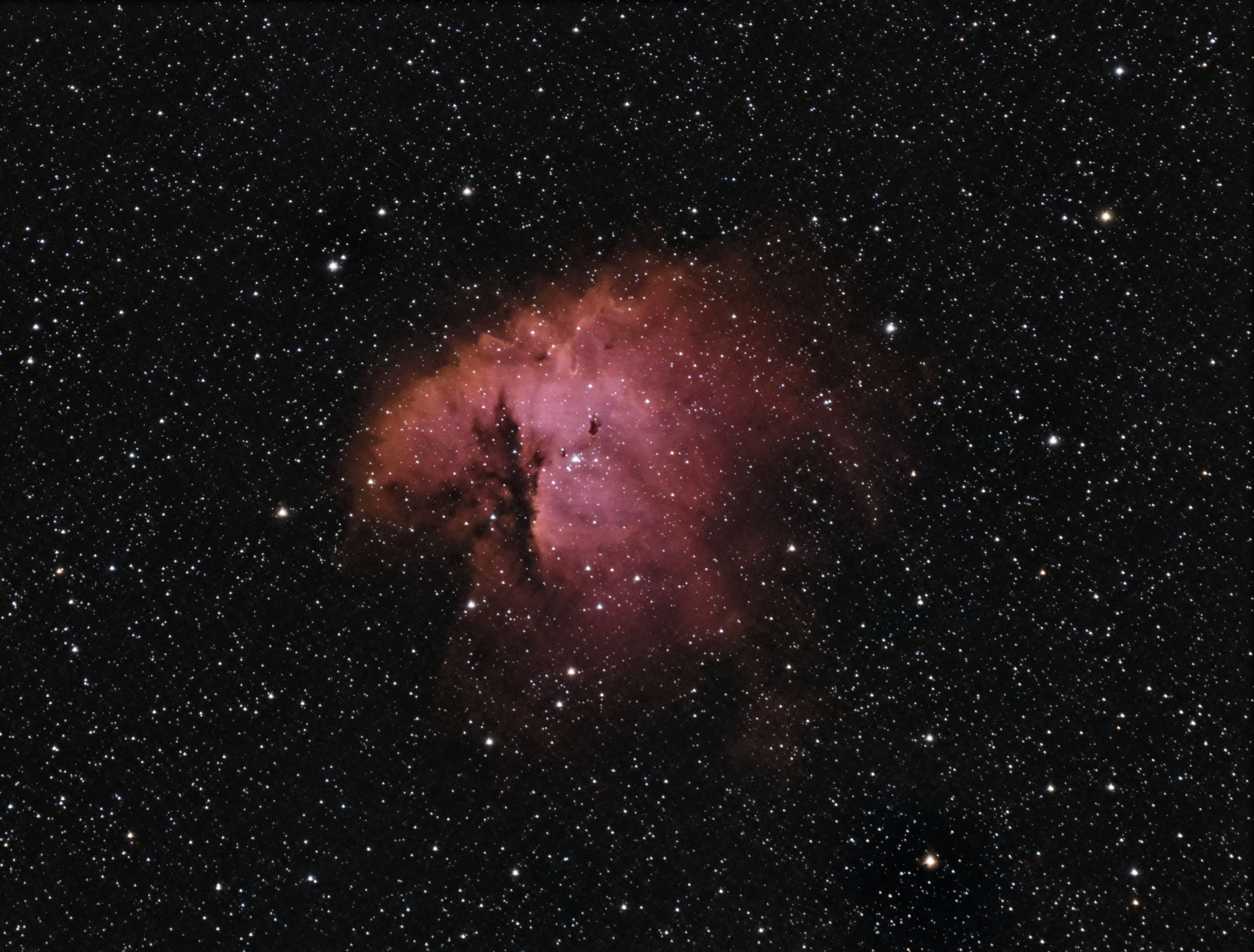
سديم بكمن

إن جي سي 281 سديم بكمن هو منطقة هيدروجين II في كوكبة ذات الكرسي وجزء من ذراع حامل رأس الغول ويشمل العنقود المفتوح IC 1590 و العديد من الغمامات الكروية السوداء الكثيفة من الغبار و والنظام النجمي HD 5005
إن جي سي 281 في الواقع تجمع نجمي على بعد حوالي 1000 سنة ضوئية فوق مستوي درب التبانة. و بفضل موقعه لا يحجب من قبل الغبار والغاز وهذا يعطي علماء الفلك نظرة في الضوء المرئي دون عائق تقريبا لتشكل النجوم المخفية جزئيا بواسطة الغبار والغاز داخل السديم، اكتشف السديم في أغسطس 1883 من قبل المصور الفلكي إدوارد إيمرسون برنارد 
حجم السديم الواضح يمتد حوالي 35 دقيقة قوسية وهو أكبر قليلا من قرص القمر البدر. ويبلغ قطرة 48 سنة ضوئية. وكما في حالة المناطق HII النشطة، السديم عبارة عن بقايا سحابة نجمية من الغاز والغبار التي تشكلت فيها النجوم مؤخرا.

## معرض صور

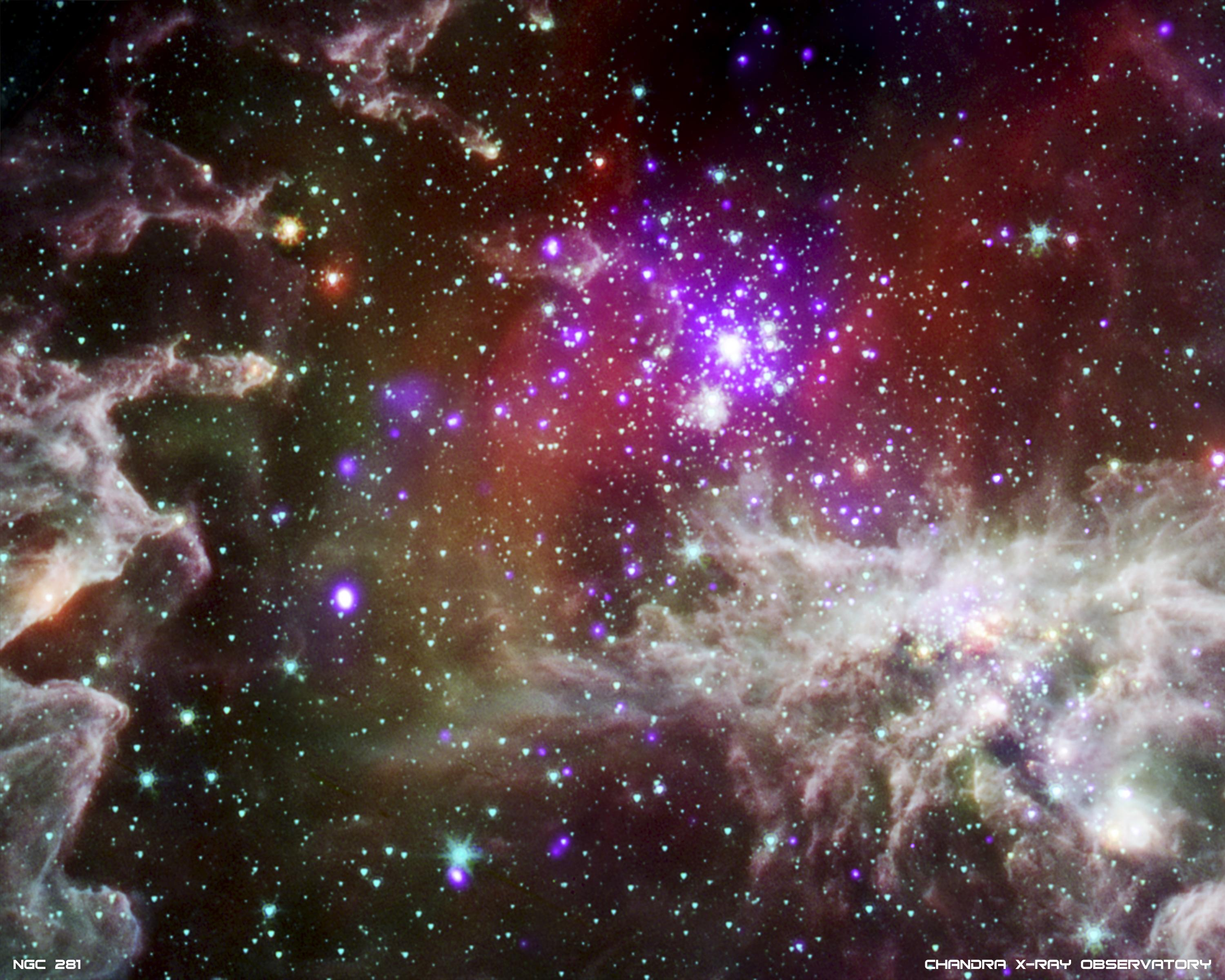
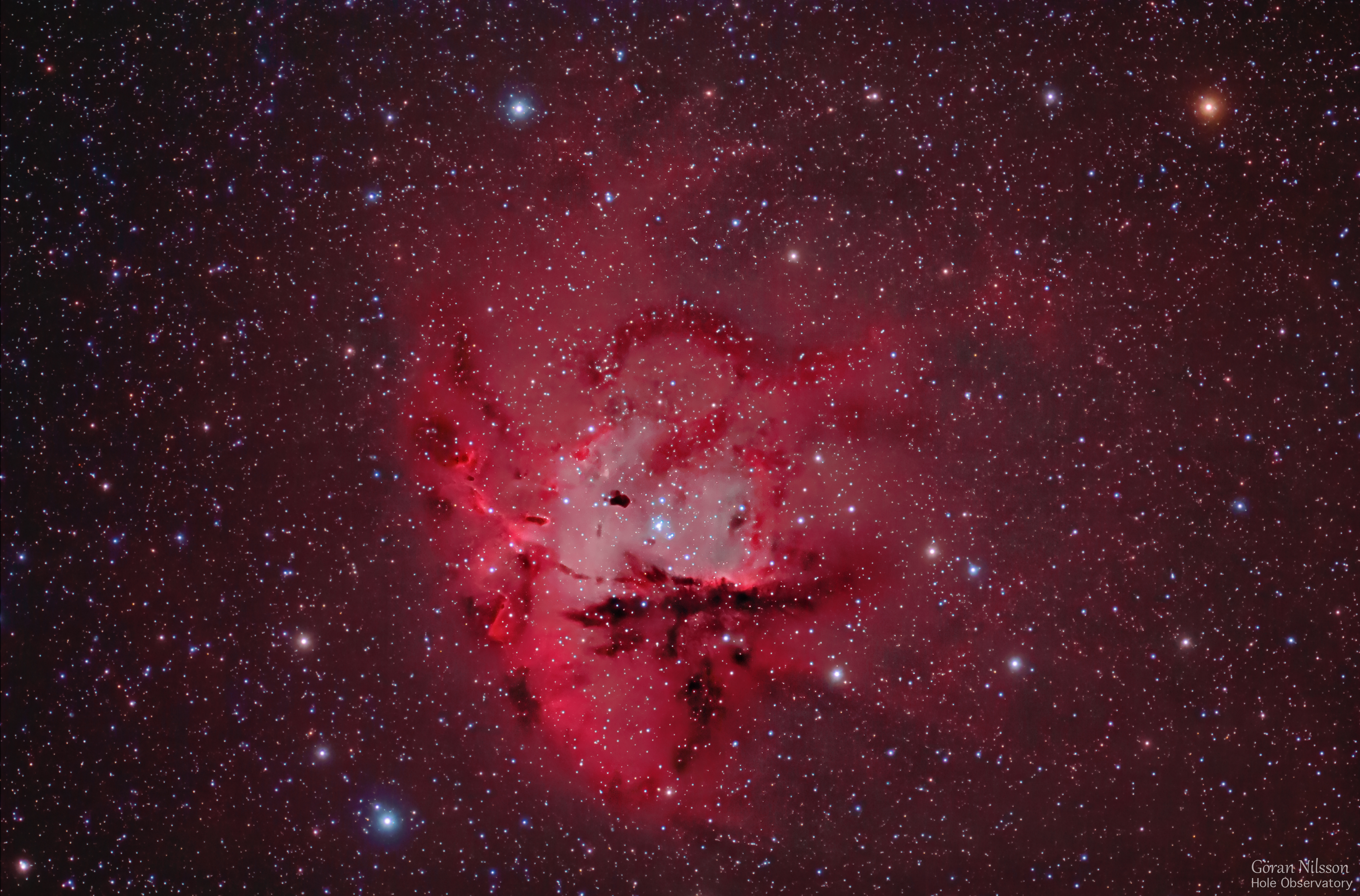
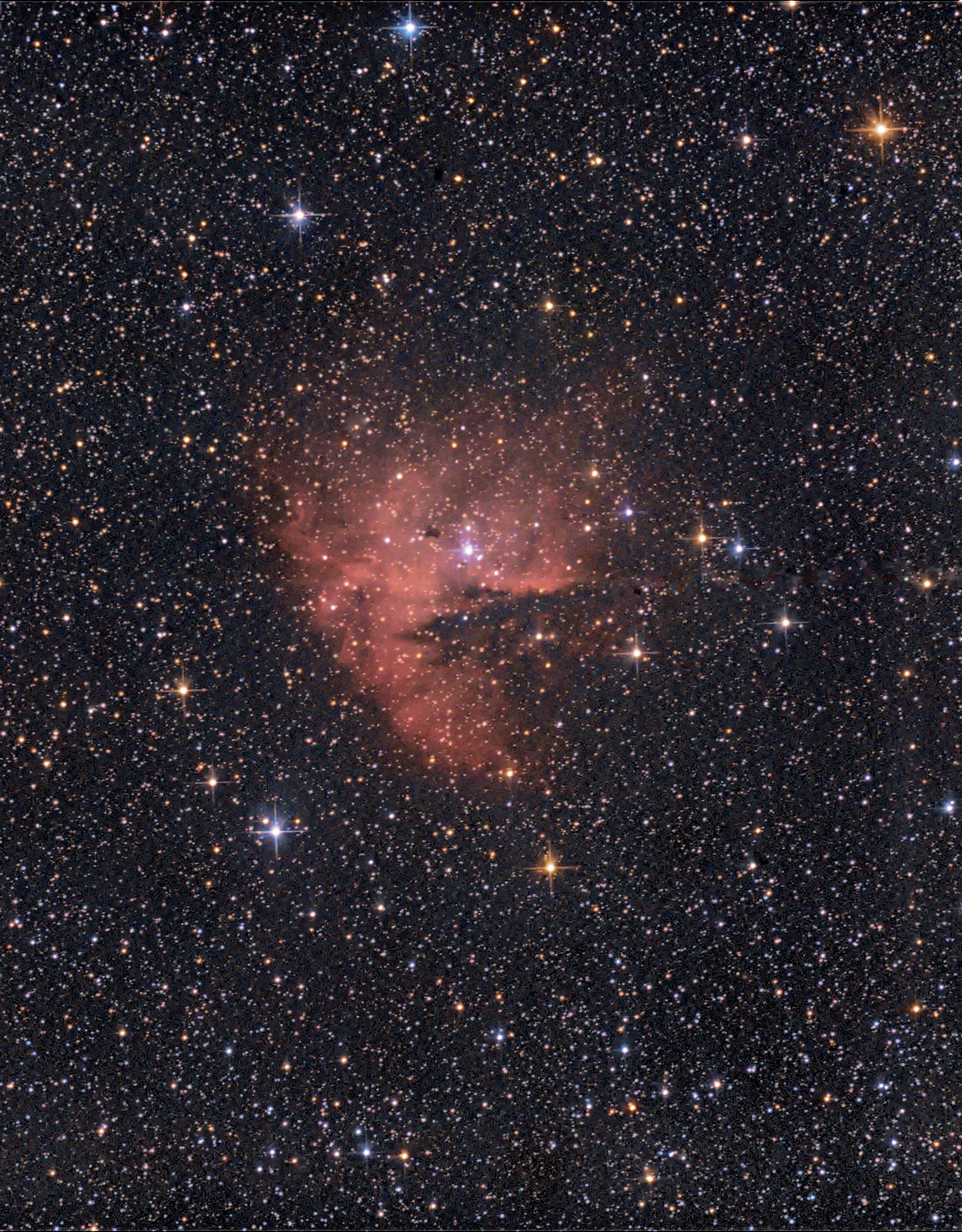
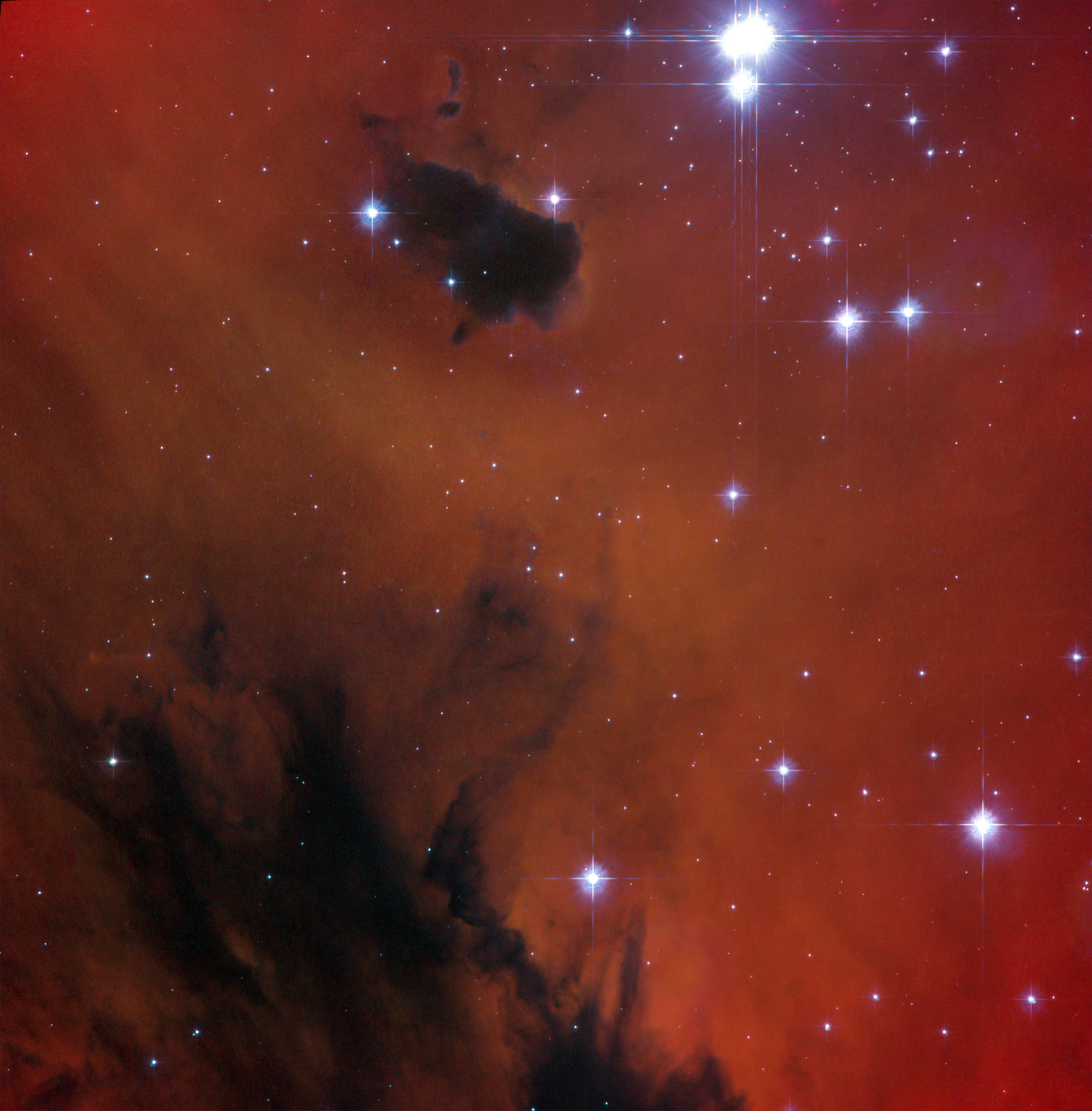
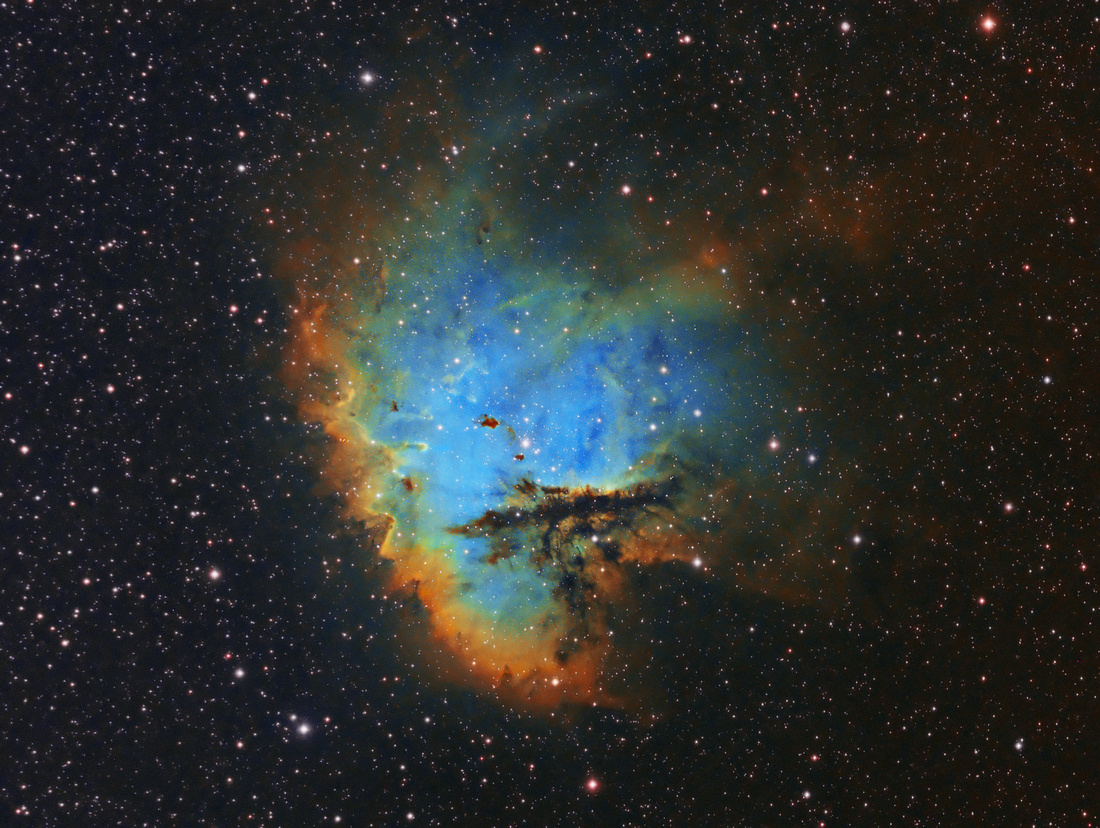

## اقرأ أيضاً
- منطقة هيدروجين I
- خط هيدروجين

## وصلات خارجية
- NGC 281 Astronomy picture of the Day (August 23, 2005) at NASA
- NGC 281 at ESA/Hubble
- سيمباد فهرس مناطق الهيدروجين II
- صور فهرس شاربلس